# Dacus vijaysegarani
Dacus vijaysegarani är en tvåvingeart som beskrevs av Drew och Albany Hancock 1998. Dacus vijaysegarani ingår i släktet Dacus och familjen borrflugor. Inga underarter finns listade i Catalogue of Life.